# 제니퍼 루빈

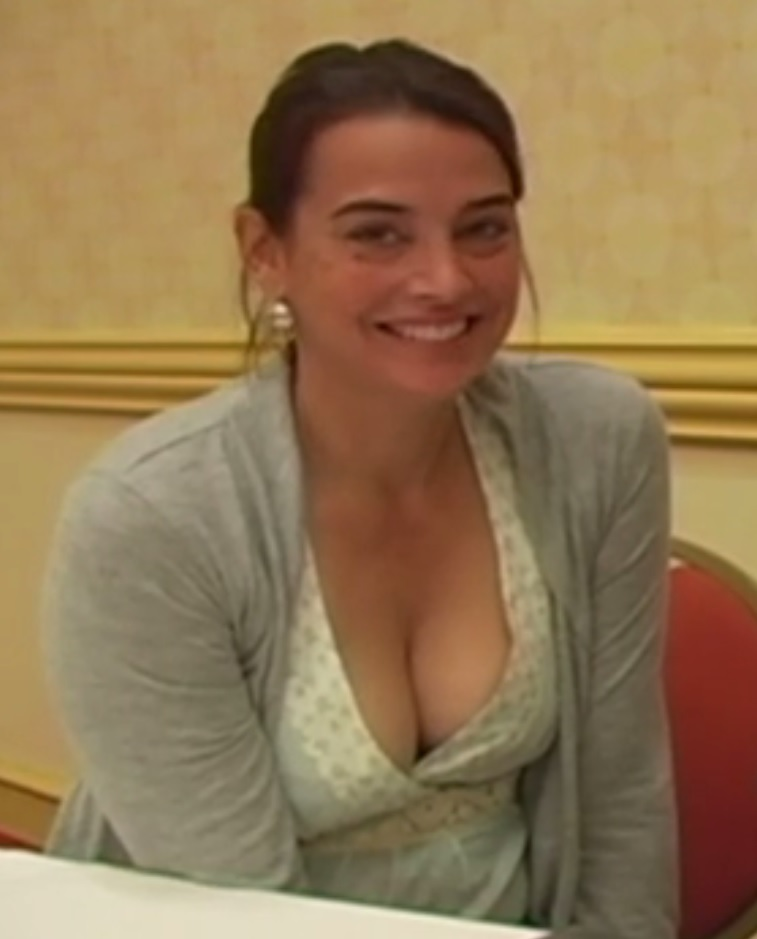

제니퍼 루빈(Jennifer Rubin, 1962년 4월 3일 ~ )는 미국의 배우, 모델이다.
피닉스에서 태어났다.

## 영화
- 트랜스모퍼: 폴 오브 맨 (2009년) - 닥터 조 섬머스 역
- 아마존 글래디에이터 (2001년)
- 재회 (2001년)
- 페이탈 컨플리트 (2000년)
- 팔콘 다운 (2000년)
- 레저렉션 2 (2000년)
- 로드 킬 (1999년) - 블루 역
- 러브드 (1997년)
- 펄프 픽션 또 다른 이야기 (1997년)
- 미래 전사 (1997년)
- 트리플 테러 (1996년)
- 붉은 악녀 (1996년)
- 미혹 2 (1995, Deceptions II: Edge of Deception)
- 스크리머스 (1995년)
- 레드 스콜피온 2 (1995년)
- 플레이메이커 (1994년)
- 분노의 함정 (1994년)
- 스트레인저(영어판) (1994년)
- 배반의 정사 (1993년)
- 크러쉬 (1993년) - 에이미 매딕 역
- 여자 남자 그리고 침대 (1992년)
- 피어 인사이드 (1992년)
- 신부님 참으세요 (1991년)
- 유혹의 결투 (1991년)
- 천사의 분노 (1991, Drop Dead Gorgeous)
- 도어즈 (1991년)
- 악령의 분신 (1988년)
- 미완성 청춘 (1988년)
- 나이트메어 3: 꿈의 전사 (1987년) - 타린 화이트 역